# Košaki
Košaki este o localitate din comuna Maribor, Slovenia, cu o populație de 981 de locuitori.